# Paraclius regularis
Paraclius regularis är en tvåvingeart som beskrevs av Becker 1922. Paraclius regularis ingår i släktet Paraclius och familjen styltflugor. Inga underarter finns listade i Catalogue of Life.